# قطعنامه ۸۹۵ شورای امنیت
قطعنامه ۸۹۵ شورای امنیت سازمان ملل متحد که در تاریخ ۲۸ ژانویه ۱۹۹۴ تصویب شد، سندی بین‌المللی دربارهٔ اسرائیل-لبنان است. این قطعنامه طی نشست ۳۳۳۱ام با ۱۵ رای موافق، ۰ مخالف و ۰ ممتنع تصویب شد.